# Жаров Михайло Іванович
Михайло Іванович Жаров (рос. Михаи́л Ива́нович Жа́ров; 27 жовтня 1899, Москва, Російська імперія — 15 грудня 1981, Москва, Російська РФСР) — російський актор. Народний артист СРСР (1949). Герой Соціалістичної Праці (1974). Лауреат Державної премії СРСР (1947). Лауреат Сталінської премії (1941, 1942, 1947).
Закінчив театральну студію. З 1938 р. працював у Малому театрі.

## Фільмографія

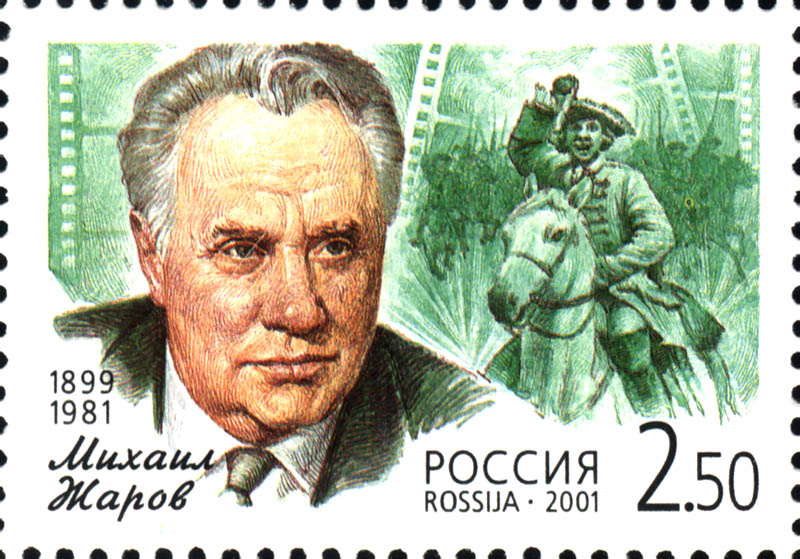

- 1927 — «Дон Дієго і Пелагея»
- 1929 — «Два-Бульді-два»
- 1931 — «Путівка в життя»
- 1935 — «Три товариші»
- 1935 — «Любов і ненависть»
- 1937 — «Петро Перший»
- 1939 — «Людина у футлярі»
- 1945 — «Близнюки»
- 1946 — «Неспокійне господарство»
- 1947 — «За тих, хто в морі»
- 1948 — «Мічурін»
- 1949 — «Щасливий рейс»
- 1954 — «Анна на шії»
- 1957 — «Чоботи»
- 1963 — «Увага! У місті чарівник!»
- 1973 — «Найостанніший день»

Зіграв Гаврилу в українській стрічці «Богдан Хмельницький» (1941) та Михайла Силовича у кінокартині «Млечна путь» (1959).

## Нагороди
- два ордени Леніна (1970, 1974)
- орден Жовтневої Революції (1979)
- два ордени Трудового Червоного Прапора (1938, 1949)
- орден Червоної Зірки (1944)